# Prvenstvo Ljubljanskog nogometnog podsaveza 1931./32.
Prvenstvo Ljubljanskog podsaveza za sezonu 1931./32. bilo je trinaesto nogometno natjecanje u organizaciji Ljubljanskog nogometnog podsaveza.

## Novosti
Sezona 1931./32. donijela je nove promjene na državnoj i lokalnoj razini. U prvenstvu LJNP-a najbolji klubovi ponovno su se natjecali u jedinstvenoj ligi u kojoj je ovoga puta sudjelovalo samo šest klubova, tri iz Ljubljane, dva iz Maribora i jedan iz Celja. Očekivano, za naslov su se borila samo dva ljubljanska velikana, a na kraju je slavila Ilirija za koju je branio slavni Beograđanin Milovan Jakšić, koji je briljirao i na Svjetskom prvenstvu 1930. godine. Svoboda se također dobro borila s protivnicima, remizirala je protiv Primorja, ali završila na petom mjestu te je stoga igrala doigravanje za ostanak. 

U drugoj ligi su osim normalnih klubova nastupale i B momčadi prvoligaša, kojie su igrale utakmice s potpuno drugačijim postavama, pokušavajući tako utjecati na rasplet na vrhu. Na kraju je naslov osvojila Ilirija B, a drugo mjesto osvojio je Slovan ispred Hermesa i Grafike, čime su crveno-bijeli stekli pravo nastupa u kvalifikacijama.

Svoboda je bila bolja u oba susreta, a drugoligaš je ostao Slovan za koji su igrali Zavrl, Marchiotti, Grm, Seunig, Volkar, Schlegl, Lipovšek, Ključec, Uhan, Vidic, Thuma i Globelnik. U međuvremenu se barem situacija s terenima popravila jer je Hermes 5. rujna otvorio svoj novi objekt u Šiški s turnirom šest klubova, a osim toga domaći Korotan uredio je i svoj teren na Rakovniku. U međuvremenu, Ilirija i Primorje ponovno su nastupili u prednatjecanju za prvenstvo Jugoslavije, u kojem su zaostali čak i za novakom Mariborom. Jedini značajni rezultat ljubljanskih klubova ostvarilo je Primorje koje je kod kuće remiziralo s Građanskim 3:3, no u gostima su kod istog protivnika primili čak 10 golova.

## Ljestvica
| mj.     | klub               | ut. | pob. | ner. | por. | gol+ | gol- | kvoc  | bod |
| ------- | ------------------ | --- | ---- | ---- | ---- | ---- | ---- | ----- | --- |
| 1.      | Ilirija Ljubljana  | 10  | 8    | 0    | 2    | 31   | 14   | 2,214 | 16  |
| 2.      | Primorje Ljubljana | 10  | 6    | 2    | 2    | 24   | 14   | 1,714 | 14  |
| 3.      | 1. SSK Maribor     | 10  | 4    | 3    | 3    | 27   | 20   | 1,350 | 11  |
| 4.      | Železničar Maribor | 10  | 4    | 2    | 4    | 15   | 19   | 0,789 | 10  |
| 5.      | Svoboda Ljubljana  | 10  | 2    | 4    | 4    | 20   | 24   | 0,833 | 8   |
| 6.      | Athletik Celje     | 10  | 0    | 1    | 9    | 12   | 39   | 0,307 | 1   |
|         |                    |     |      |      |      |      |      |       |     |
| Izvori: |                    |     |      |      |      |      |      |       |     |

|  | Ilirija Ljubljana postala je prvak podsaveza i kvalificirala se za prednatjecanje za prvenstvo Jugoslavije u nogometu 1931./32. |
|  | Primorje Ljubljana i 1. SSK Maribor također su se kvalificirali za prednatjecanje za prvenstvo Jugoslavije u nogometu 1931./32. |

## Rezultati
Jesenji dio:
13. 9. 1931. Primorje – Železničar 2:1, SSK Maribor – Ilirija 6:2, Athletik – Svoboda 1:1
20. 9. 1931. SSK Maribor – Svoboda 5:3, Ilirija – Železničar 2:0, Primorje – Athletik 6:1
27. 9. 1931. Primorje – SSK Maribor 1:1, Ilirija – Athletik 3:2, Železničar – Svoboda 1:1
4. 10. 1931. Ilirija – Primorje 1:0, SSK Maribor – Athletik 4:1
11. 10. 1931. Ilirija – Svoboda 4:1, Železničar – SSK Maribor 3:1
18. 10. 1931. Primorje – Svoboda 2:1, Železničar – Athletik 5:3
Proljetni dio:
21. 2. 1932. Svoboda – Athletik 5:1
28. 2. 1932. Svoboda – Železničar 4:1
6. 3. 1932. Ilirija – Athletik 4:1, SSK Maribor – Svoboda 2:2
3. 4. 1932. Ilirija – Železničar 4:0, SSK Maribor – Primorje 2:3
17. 4. 1932. Ilirija – Svoboda 6:1, Železničar – Primorje 2:0
24. 4. 1932. Primorje – Athletik 7:2, SSK Maribor – Železničar 2:2
1. 5. 1932. Primorje – Svoboda 1:1, Železničar – Athletik 2:0
8. 5. 1932. Ilirija – SSK Maribor 3:0
15. 5. 1932. SSK Maribor – Athletik 4:0, Primorje – Ilirija 3:2

## 2. razred

### Maribor
| mj.     | klub                   | ut. | pob. | ner. | por. | gol+ | gol- | Bod |  |
| ------- | ---------------------- | --- | ---- | ---- | ---- | ---- | ---- | --- |  |
| 1.      | Rapid Maribor          | 8   | 8    | 0    | 0    | 48   | 9    | 16  |  |
| 2.      | Železničar Maribor "B" | 8   | 3    | 2    | 3    | 19   | 25   | 7   |  |
| 3.      | 1. SSK Maribor "B"     | 8   | 3    | 1    | 5    | 24   | 28   | 7   |  |
| 4.      | Svoboda Maribor        | 8   | 3    | 0    | 5    | 15   | 26   | 6   |  |
| 5.      | Mura M. Sobota         | 8   | 1    | 1    | 6    | 9    | 26   | 3   |  |
|         |                        |     |      |      |      |      |      |     |  |
| Izvori: |                        |     |      |      |      |      |      |     |  |

## Poveznice
- Ljubljanski nogometni podsavez
- Prvenstvo Jugoslavije u nogometu 1931./32.
- Prednatjecanje za prvenstvo Jugoslavije u nogometu 1931./32.

## Vanjske poveznice
- Zgodovina nogometa v Kraljevini SHS/Jugoslaviji in v času okupacije
- Zbornik Medobčinske nogometne zveze Ljubljana 1920–2020
- RSSSF
- exYUfudbal